# Multiple sclerose
Multiple sclerose of multipele sclerose (MS) is een aandoening van het centrale zenuwstelsel en waarschijnlijk een auto-immuunaandoening.
De ziekte wordt getypeerd door de aantasting van de myelineschede van de zenuwvezels door afweercellen van het immuunsysteem in een willekeurig aandoend patroon. De myelineschede is een isolerende laag rondom de zenuwuitlopers, meer bepaald de axonen. Door de aantasting van de isolerende laag raakt de impulsgeleiding van de zenuw verstoord, waardoor bij de patiënt neurologische stoornissen zoals krachtvermindering kunnen ontstaan. De aantasting van de myeline wordt demyelinisatie genoemd.

## Prevalentie

DALY voor MS per 100.000 inwoners in 2004

Wereldwijd is de prevalentie van MS over het algemeen tussen 2 en 150 per 100.000 inwoners. De aandoening komt in het ene land meer voor dan bij het andere, en bij de ene bevolkingsgroep meer dan bij de andere. Volgens een schatting door MS Atlas, een gezamenlijk project van de Internationale MS-federatie (MSIF) en de Wereldgezondheidsorganisatie (World Health Organisation; WHO) uit 2013, is in de Benelux de prevalentie 1 op 1000. Na 2013 zijn deze schattingen door de MS Atlas niet meer bijgewerkt, maar uit andere registraties (door huisartsen in zorgdatabank Nivel en de hersenstichting) en steekproeven lijkt in 2020 dat het aantal in Nederland rond de 1 op 500 ligt. Deze schatting ligt volgens het onderzoek meer in lijn met het voorkomen van de aandoening in omliggende landen. Op Curaçao zijn ongeveer 40 mensen met MS: op een bevolking van circa 160.000 (stand 2015) is het daarmee een zeldzame ziekte.
MS komt meer voor bij vrouwen dan bij mannen, gemiddeld in de verhouding 3:1.
De aandoening openbaart zich vaak op jongvolwassenen tot volwassen leeftijd, maar ook mensen jonger dan 25 of ouder dan 80 kunnen de diagnose krijgen.

## Beschrijving van de aandoening
Multiple sclerose is waarschijnlijk een auto-immuunaandoening, dat wil zeggen dat het immuunsysteem het eigen weefsel beschadigt, in dit geval het myeline en de axonen van het centraal zenuwstelsel (hersenen en ruggenmerg). Er is nog veel onbekend over het precieze mechanisme. Vast staat dat macrofagen het myeline beschadigen, dat er in de loop der tijd verval optreedt van de oligodendrocyten (myeline producerende cellen) en van axonen. Tijdens een aanval van MS (meestal schub of relapse genoemd) bij de relapsing-remitting variant treedt er een invasie op van lymfocyten in het brein vanuit kleine bloedvaten, vaak venulen. Er komt cytokineproductie op gang, geactiveerde microglia (astrocyten) presenteert een nog onbekend antigeen, er volgt nog meer cytokineproductie en uiteindelijk vorming van macrofagen die het myeline beschadigen. In welk stadium axonenverlies optreedt wordt onderzocht, waarschijnlijk treedt dit al vrij vroeg op.

## Beloop en beloopsvormen
Het beloop van de ziekte kan sterk variëren: over een toekomstig beloop zijn enkel statistische uitspraken te doen die voor een individuele patiënt zeer weinig voorspellende waarde hebben. De levensverwachting is door het chronische beloop echter maar weinig verkort in vergelijking met mensen zonder MS. Een aanzienlijk percentage van de patiënten is ook na twintig jaar nog niet rolstoelafhankelijk; anderen zijn na vijf jaar geheel op hulp van anderen aangewezen.
In 1996 heeft de United States National Multiple Sclerosis Society samen met de eveneens in de Verenigde Staten gevestigde Multiple Sclerosis International Federation een standaard ontwikkeld, waarin vier beloopsvormen algemeen beschreven worden. De standaard werd voor het laatst herzien in 2013.
- clinically isolated syndrome (CIS)
- relapsing remitting (RR)
- secundair progressief (SP)
- primair progressief (PP)

Daarnaast wordt soms milde ('benigne') MS genoemd. Dit is echter geen beloopsvorm maar een kenmerking van de heftigheid waarmee de aandoening zich uit.
Er is een tijd sprake geweest van een "progressive relapsing" (PR) variant: deze is in het 2013 model buiten beschouwing gelaten omdat men tijdens de herziening concludeerde dat deze personen in eerste instantie waarschijnlijk een verkeerde variant als diagnose kregen.

## Veelvoorkomende symptomen

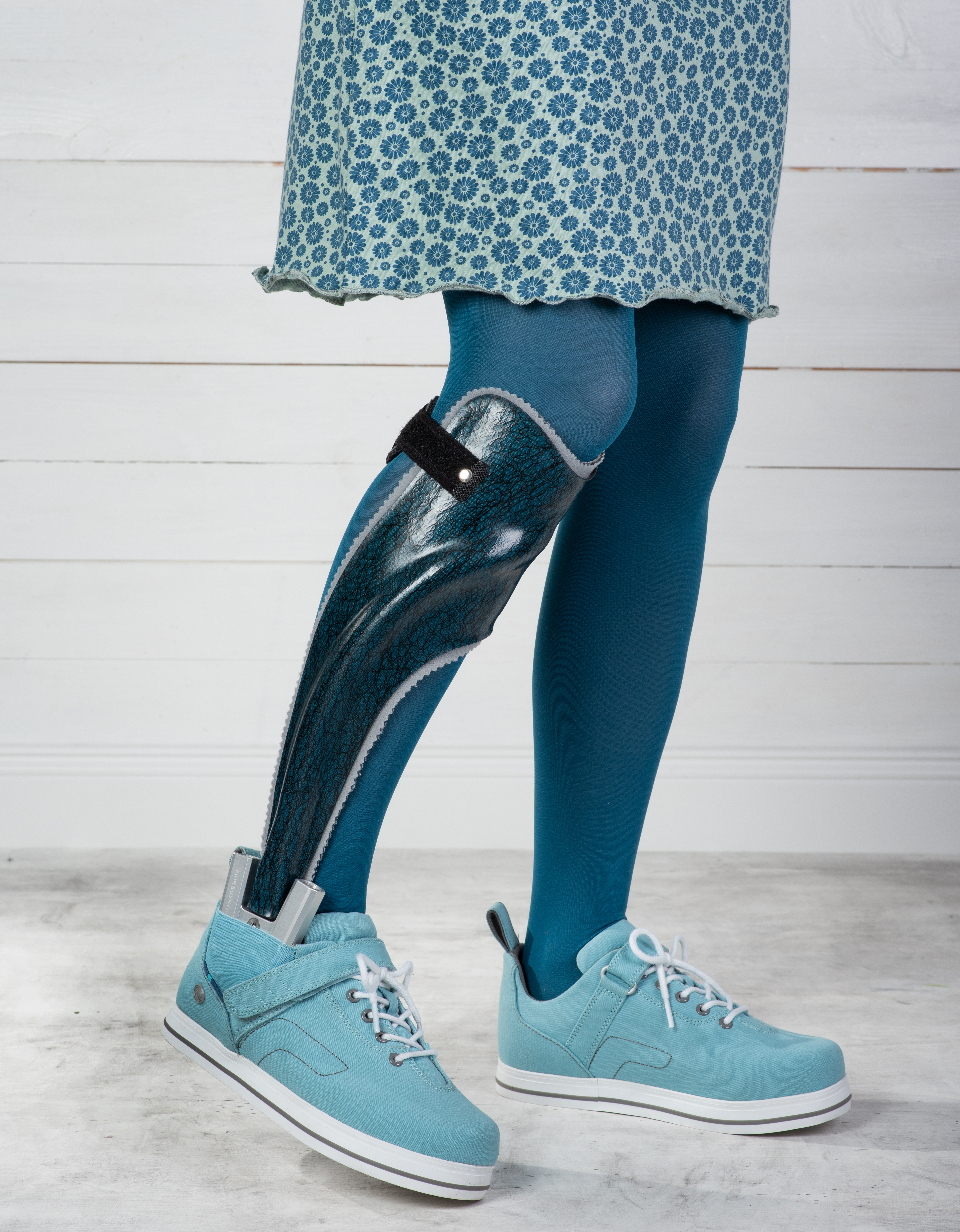
Een enkel-voetorthese kan ondersteuning bieden bij loopklachten zoals een klapvoet.

De symptomen verschillen per persoon en vrijwel geen enkele patiënt heeft last van alle verschijnselen. Alle symptomen zijn uitingen van neurologische uitval die ook door andere oorzaken kunnen optreden; de diagnose kan dan ook meestal niet gesteld worden door de aanwezigheid van deze symptomen, maar door het typische beloop, waarbij nu eens hier, dan eens daar een probleem ontstaat, en waarbij ook vaak herstel van de klachten kan optreden.
Bekende symptomen van MS zijn:
- Stijve spieren en spierzwakte:
  - Tremoren (stuurloosheid van beweging)
  - Spasmes
  - Intentietremor: geen trilling in de hand bij rust, maar als er actie wordt ondernomen
  - Hyperreflexie
  - gedeeltelijke of volledige uitval van spierkracht, bijvoorbeeld in ledematen of de romp
- Ataxie (coördinatiestoornis)
- Balansproblemen
- Incontinentie:
  - blaasatonie
  - Urge-incontinentie
  - overactieve blaas
- Constipatie
- Spraakproblemen, waaronder:
  - dysartrie - onvermogen tot correcte uitspraak door stoornis in de articulatie
  - parafasie - verwisseling van woorden, onvolledige vorm van afasie
  - agnosie - niet kunnen herkennen van voorwerpen
- Oogklachten:
  - ontsteking van de oogzenuw[11]
  - uitval van een deel van het gezichtsveld (scotoom)
  - stoornis in kleur zien, pijn bij oogbewegingen, bleekheid van pupil[11][12]
  - stoornissen in uitwendige oogmotoriek (dubbelzien, internucleaire oftalmoplegie, nystagmus)
- Slikproblematiek
- Gehoorproblematiek
- Gevoelsstoornissen en neuralgie:
  - sensibele stoornissen, bijvoorbeeld problemen met de positiezin of trigeminusneuralgie (pijn van de aangezichtszenuw(en))
  - paresthesieën (tintelingen), branderig gevoel, jeuk over het lichaam
  - Fenomeen van Uhthoff
  - in het algemeen meer gnostische (gevoel) dan vitale (warm/koud, scherp/stompgevoel) uitval
  - Symptoom van Lhermitte
  - MS hug
- Seksuele problemen, zoals een verminderde gevoelsbeleving
- Stoornissen in de cognitie:
  - problemen in de sensorische integratie
  - geheugenstoornissen
  - persoonlijkheidsveranderingen
  - stemmingsstoornissen (euforie en depressie)
  - stoornissen van abstractievermogen (uit alternatieven de juiste keuze maken) en begripsvorming
- Vermoeidheid:
  - duizeligheidsaanvallen en misselijkheid

## Diagnose

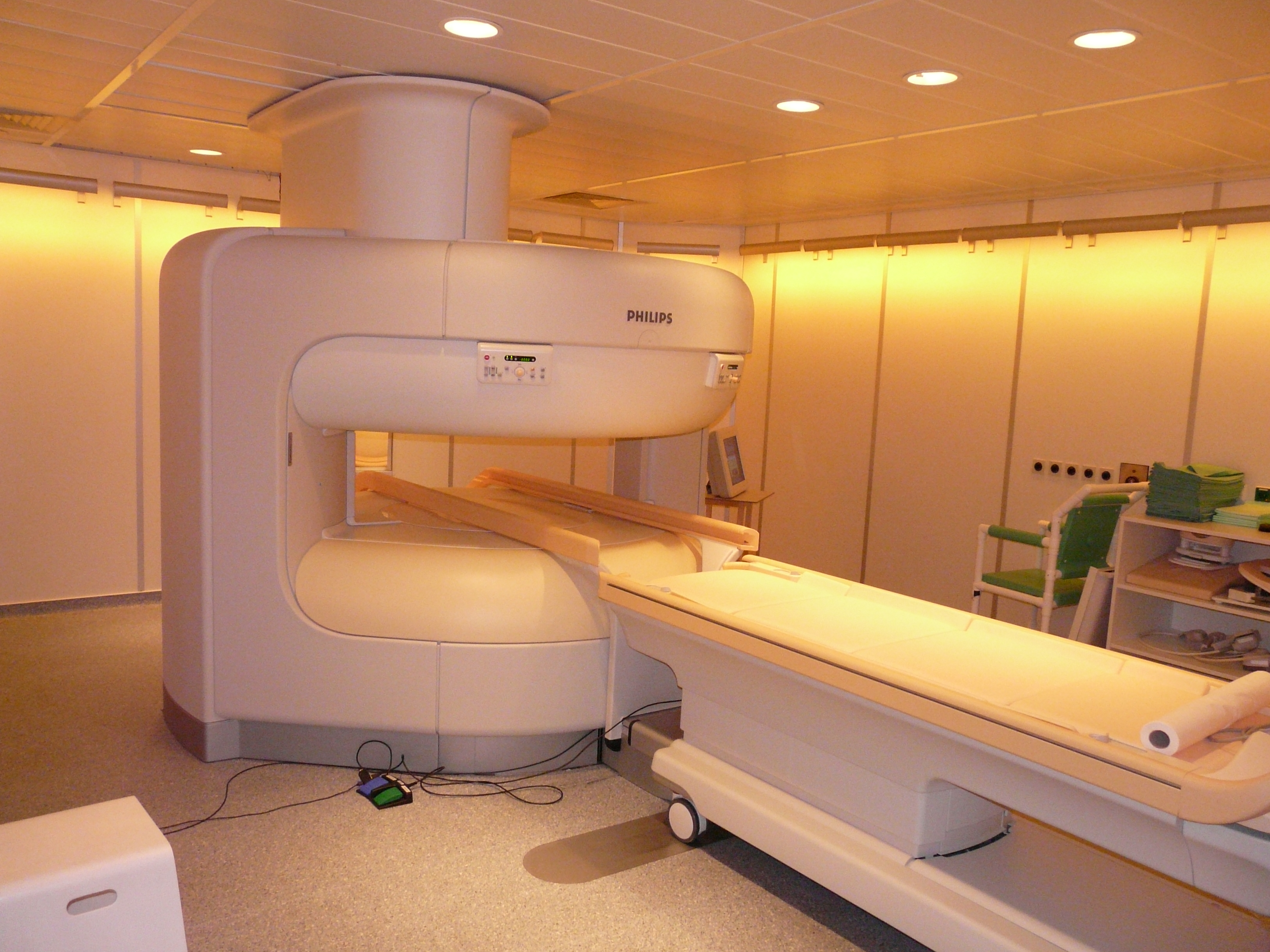
Een open MRI-scan

Op de MRI beelden wordt het verschijnen en verdwijnen van de laesies van MS zichtbaar.

De diagnose van MS is in veel gevallen moeilijk te stellen. Sinds 2001 wordt er voor het stellen van een diagnose gewerkt volgens de McDonaldcriteria. Hierbij wordt gekeken naar het patroon van de klachten: deze dienen zich in minstens twee episoden te hebben voorgedaan (relapsing-remitting) of moeten gedurende minstens een half jaar progressief zijn geweest. Daarnaast wordt gebruikgemaakt van een MRI-scan en soms ook van een lumbale punctie waarbij hersenvocht ('liquor') afgenomen wordt. Het tijdens de lumbaalpunctie afgenomen hersenvocht wordt onderzocht op aanwezigheid van de voor MS typische oligoclonale banden (oligoclonale IgG).
De MRI is het belangrijkste aanvullend onderzoek: naast de klachten en klinische verschijnselen om dissociatie in plaats en tijd aan te tonen, kijkt men met het MRI resultaat naar de plaatsen van de hersenschade die de klachten mogelijk veroorzaken. Bij 95% van de patiënten kunnen meerdere laesies (afwijkende plekken) worden aangetoond, meestal rond de ventrikels (periventriculair) en in het corpus callosum, die worden beschouwd als zogenaamde 'MS-specifieke locaties'. Ook laesies in de hersenstam, de kleine hersenen en het ruggenmerg kunnen goed worden aangetoond. De sensitiviteit voor het aantonen van laesies in de nervus opticus (oogzenuw) is duidelijk lager. Door het intraveneus toegediende contrastmiddel gadolinium kan eventueel een onderscheid gemaakt worden tussen recent ontstane, actieve laesies en oude, inactieve laesies. Ter plaatse van zich nieuw ontwikkelende laesies blijkt namelijk de bloed-hersenbarrière verbroken te zijn, hetgeen leidt tot een aankleuring door het contrastmiddel ter plekke. Waarschijnlijk treedt MS ook subklinisch 5 tot 10 keer zo vaak op als klinisch waarneembare ziekte-activiteit.
Het al dan niet optreden van klinische verschijnselen (de klachten en verschijnselen die de patiënt zelf ervaart), wordt voornamelijk bepaald door de plaats en het volume van de laesies. Bij niet-typische MRI-afwijkingen kan liquordiagnostiek een rol spelen; dit wordt ook altijd aanbevolen bij een primair progressief ziekteverloop. Onderzoek van de hersenvocht toont bij ongeveer 90% van de MS-patiënten afwijkingen. Het aantal cellen in de liquor is licht verhoogd, met name lymfocyten en plasmacellen. Tevens is het IgG verhoogd; door vergelijking met de in een gelijktijdige bloedafname verkregen serum- en liquoralbumine en de serum- en liquor-IgG, kan een index berekend worden als maat voor het binnen het centrale zenuwstelsel aangemaakt IgG. Deze index is bij MS verhoogd: men spreekt dan van meer oligoclonale banden.
Voor de komst van de MRI-scan in de jaren 1990 werd veel gebruikgemaakt van geëvoceerde potentialen. Vooral met de visuele vorm hiervan kunnen veel subklinische laesies, in dit geval van de oogzenuw, worden aangetoond. Bij ongeveer 90% van de patiënten kan zo een stoornis in de impulsgeleiding worden aangetoond.
Belangrijk voor de diagnose is dat de klachten en afwijkingen niet door een andere oorzaak kunnen worden verklaard: aanvullend onderzoek voor het uitsluiten van andere oorzaken is van belang. Zenuwontstekingen door vitaminegebrek (m.n. B12), infecties zoals ziekte van Lyme en de vrij onbekende conversiestoornis moeten als oorzaak worden uitgesloten.

## Pathofysiologie
In de eerste fase van de ziekte zijn de klinische verschijnselen het gevolg van gehele of gedeeltelijke blokkade van de impulsgeleiding door demyelinisatie ter plaatse van de laesies. In latere fasen worden de klinische verschijnselen ook voor een groot deel veroorzaakt door het optreden van axonale beschadiging en hersenatrofie (hersenkrimp). De ziekte wordt gekarakteriseerd door het optreden van verschijnselen die enerzijds berusten op de aandoening van meerdere, van elkaar gescheiden locaties in het centrale zenuwstelsel (multipel in plaats), en anderzijds door plotselinge verslechteringen (relapses) gevolgd door spontane verbeteringen, dan wel door geleidelijke voortgang (progressie) (multipel in tijd).
De ontsporing van het immunologisch systeem wordt waarschijnlijk veroorzaakt door een combinatie van omgevingsfactoren en erfelijke factoren. De betekenis van omgevingsfactoren wordt bepaald doordat er clusters van MS bekend zijn en doordat mensen die gemigreerd zijn van werelddelen met een hoge prevalentie naar gebieden met een lage prevalentie (of andersom), de prevalentie behouden van het land waar ze hun kinderjaren hebben doorgebracht. De betekenis van erfelijke factoren wordt duidelijk door de relatie van het voorkomen van MS met bepaalde HLA-typen (bijvoorbeeld HLA-DR2), door het soms familiair voorkomen en doordat in sommige studies gevonden werd dat eeneiige tweelingen vaker allebei MS hebben dan twee-eiige tweelingen, hoewel dit in andere studies niet gevonden wordt. Soms wordt verondersteld dat deze omgevingsfactoren van infectieuze origine zouden zijn; het bewijs hiervoor is niet geleverd.
In de relapsing-remitting-vorm van de ziekte worden de laesies gekenmerkt door ontsteking, demyelinisatie en acute axonale disfunctie; deze kenmerken zijn voor een (groot) deel omkeerbaar (reversibel). Er kan in deze fase van de ziekte uitgebreide remyelinisatie optreden, waarbij de myelinelaag zich (gedeeltelijk) herstelt. Naarmate de ziekte een progressiever karakter krijgt, treedt er meer blijvende (chronische) onomkeerbare (irreversibele) axonale beschadiging op, niet alleen in de laesies maar ook ertussen. In deze fase treedt er ook een duidelijke atrofie op van de hersenen.
In 2013 gaven N. Deckx en haar coauteurs een overzicht van de complexe wederzijdse beïnvloeding van het zenuwstelsel, het hormoonsysteem en het immuunsysteem bij patiënten met auto-immuunziekten, waaronder Multiple Sclerose.

### Mogelijk verband met vitamine D
In een Amerikaans onderzoek uit 2006 werd bij blanke deelnemers aan een onderzoek onder 7 miljoen militairen, een verband gevonden tussen de vitamine D-waarde in het bloed en de kans op MS waarbij MS minder lijkt voor te komen bij mensen met hogere vitamine D-waarden. Bij militairen van Spaanse of Afrikaanse afkomst werd dit verband niet gevonden.
De sterke correlatie tussen breedtegraad en de incidentie van multiple sclerose wordt wel als volgt verklaard: bij de evenaar (waar een hoge zonkracht is en daardoor hoge endogene vitamine D-productie) komt de ziekte nauwelijks tot niet voor en naarmate men verder van de evenaar komt (en de zonkracht afneemt) neemt de incidentie toe. De hoogste incidentiecijfers worden gevonden in Noord-Europa en in Canada. Ook is er een correlatie tussen de incidentie van MS en het aantal uren zon per jaar in een gebied. De ziekte zelf vertoont schommelingen in intensiteit, met de hoogste ziekteactiviteit in de lente (wanneer de vitamine D-status het laagst is) en de laagste activiteit in de herfst (wanneer deze het hoogst is).
Ook lijkt er een verband te zijn met de vitamine D-inname: in de Scandinavische kuststreken, waar relatief veel vis en zeevoedsel wordt geconsumeerd komt de ziekte minder voor dan in de Scandinavische binnenlanden. Uit twee grote epidemiologische studies, waaronder de Nurses Health Study, blijkt een omgekeerd verband tussen vitamine D-suppletie en het voorkomen van MS. Dit alles suggereert dat er een verband kan zijn tussen vitamine D-status en multiple sclerose, al gelden dergelijke epidemiologische onderzoeken niet als sluitend bewijs. Verschillende onderzoeken zijn uitgevoerd om het verband tussen MS en vitamine D verder te onderzoeken. Er kunnen geen harde conclusies worden getrokken uit de tot nu toe uitgevoerde studies naar vitamine D ter behandeling van MS, omdat de onderzoeken te klein waren opgezet of te veel verstorende variabelen hadden.

### Mogelijk verband met dieet
Verschillende onderzoeken uitgevoerd bij MS-patiënten lieten een correlatie zien tussen een dieet dat arm is aan verzadigde vetten en een relatief milde progressie van de ziekte. Patiënten die een voornamelijk plantaardig dieet namen bleken relatief een lagere handicap te hebben over een periode van vele jaren. Tevens hebben verschillende onderzoeken een correlatie laten zien tussen melkconsumptie in verschillende landen en gevallen van MS. Dergelijke epidemiologische studies zijn onvoldoende bewijs voor een oorzakelijk verband.

## Oorzaken (genetica en omgevingsfactoren)
De precieze oorzaak van de ziekte is onbekend, maar algemeen wordt aangenomen dat MS ontstaat door een samenspel van genetische en omgevingsfactoren, waarbij beide factoren een ongeveer even grote rol spelen. Volgens sommige onderzoekers kan MS samenhangen met een late abnormale reactie op een in de vroege jeugd opgelopen virusinfectie, voornamelijk het Epstein-Barrvirus. Hiervoor zijn echter onvoldoende bewijzen gevonden. Ook zijn er onderzoekers die onderzoek doen naar de hypothese dat een hoge mate van hygiëne verantwoordelijk is voor de bevattelijkheid voor ziektes als MS. Er is ook onderzoek gedaan naar de samenhang van MS met HPV-vaccinaties, die in eerste instantie met name gegeven werden aan meisjes en vrouwen. Uit een groot onderzoek dat in 2015 gepubliceerd werd in het Journal of the American Medical Association, bleek dit verband niet te bestaan. In de studie werden 4 miljoen vrouwen en meisjes van tussen de 10 en 44 jaar onderzocht, waarvan er 800.000 een HPV-vaccinatie hadden ontvangen.
MS is niet erfelijk, maar de aandoening komt wel iets vaker voor bij familieleden van een patiënt. Verschillende studies tonen aan dat sommige genen - de susceptibility genes - een verhoogde gevoeligheid voor de ziekte veroorzaken. De lijst met risicogenen is in 2011 uitgebreid met 29 nieuwe gentypes tot 52 genen. Veel van die genen spelen een sleutelrol in het immuunsysteem, met name het Major histocompatibility complex, dat een cruciale rol speelt in het cellulaire immuunsysteem (bij het aanbieden van antigeen aan T-cellen) en bij auto-immuniteit. De helft van de risicogenen wordt ook gevonden bij ten minste één andere auto-immuunziekte. Twee van de risicogenen zijn betrokken bij de vitamine D-stofwisseling.

## Behandeling

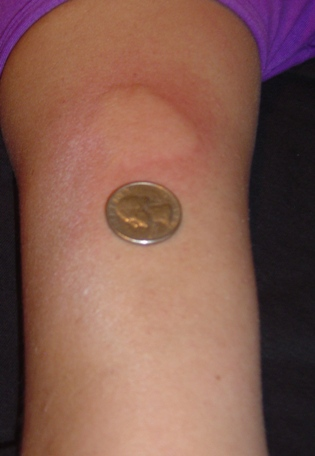
Een huidreactie is een veelvoorkomende bijwerking bij gebruik van Copaxone injecties.

In de behandeling van patiënten met MS zijn verschillende aspecten te onderscheiden: aangezien men de precieze oorzaak van MS niet kent, is de behandeling van de ziekte met name gericht op het remmen van de progressie en het behandelen van de symptomen die de ziekte veroorzaakt.
Naast medicijnen en therapie worden voor patiënten met MS vaak verschillende leefstijladviezen gegeven; omdat MS-patiënten kunnen ervaren dat de klachten toenemen bij overmatige inspanning en hitte wordt vaak aangeraden deze te vermijden. Mensen met multiple sclerose hebben baat bij het zo veel mogelijk aanhouden van normale lichamelijke inspanningen en sportbeoefening.
Een Cochrane review van 2019 onderzocht het effect van multidisciplinaire revalidatieprogramma's en oefentherapie bij mensen met MS. Deze therapieprogramma's hebben waarschijnlijk positieve effecten op functionele uitkomstmaten (mobiliteit, spierkracht), activiteiten en participatie. Het verstrekken van informatie verhoogt waarschijnlijk de kennis bij patiënten maar zonder duidelijk effect op het nemen van geïnformeerde beslissingen. Voor andere revalidatie interventies voor mensen met MS is de zekerheid van bewijs laag of erg laag vanwege het ontbreken van goede studies.

### Ziekteremmende medicatie
Bij ziekteremmende medicijnen wordt onderscheid gemaakt tussen de eerste- en tweedelijns medicijnen, waarbij de arts in het algemeen eerst een eerstelijnsmedicijn voor zal schrijven. Dit zijn anno 2021 interferon-bèta, glatirameeracetaat, dimethylfumaraat en teriflunomide. Gaat een patiënt te snel achteruit, blijven zich veel aanvallen voordoen of beide, dan zal de neuroloog overgaan op de tweedelijnsmedicatie: anno 2021 zijn dit natalizumab, fingolimod, alemtuzumab, ocrelizumab en cladribine.
Medicijnen om de ziekte te remmen zijn sinds 1995 op de markt en de wetenschap was overwegend positief over de werking hiervan: de vier medicijnen Copaxone, een glatirameeracetaat, Rebif, Avonex en Betaferon, alle drie interferon-bèta, samen werden met het acroniem 'CRAB' aangeduid. CRAB onderdrukt op een termijn van enkele jaren het ontstaan van nieuwe laesies en de frequentie van de exacerbaties met gemiddeld 30%. De verschillen tussen de CRAB-medicijnen zijn klein, maar zeker wel aanwezig.
De ontwikkeling van ziekte remmende medicijnen gaat vrij snel: alleen deze vier CRAB-medicijnen waren in 2011 voor de eerste lijn beschikbaar, die de patiënt zichzelf moest injecteren, en alleen een medicijn in de tweede lijn. Dit aantal is in 2021 toegenomen naar 14.

### Eerstelijnsmedicijnen
| Medicijn               | Werkzame stof         | Producent                            | Toedieningswijze | Frequentie                          |
| ---------------------- | --------------------- | ------------------------------------ | ---------------- | ----------------------------------- |
| Avonex                 | interferon bèta-1a    | Biogen                               | intramusculair   | eenmaal per week                    |
| Rebif                  | interferon bèta-1a    | Merck Serono                         | subcutaan        | driemaal per week                   |
| Betaferon              | interferon bèta-1b    | Bayer Schering                       | subcutaan        | om de dag                           |
| Copaxone               | glatirameer-acetaat   | Teva Pharma                          | subcutaan        | dagelijks                           |
| Copaxone               | glatirameer-acetaat   | Teva Pharma                          | subcutaan        | driemaal per week                   |
| Glatimeeracetaat Mylan | glatirameer-acetaat   | Viatris (tot de fusie in 2020 Mylan) | subcutaan        | driemaal per week                   |
| Aubagio                | teriflunomide         | Genzyme                              | oraal            | dagelijks een tablet                |
| Tecfidera              | dimethylfumaraat      | Biogen                               | oraal            | tweemaal daags een capsule          |
| Plegridy               | peginterferon bèta-1a | Biogen                               | subcutaan        | eenmaal per twee weken een injectie |
| Zeposia                | ozanimod              |                                      | oraal            | dagelijks een capsule               |

### Tweedelijnsmedicijnen
| Medicijn  | Werkzame stof | Producent         | Toedieningswijze       | Frequentie |
| --------- | ------------- | ----------------- | ---------------------- | --- |
| Tysabri   | natalizumab   | Biogen            | intraveneus via infuus | een gift per 4 weken |
| Gilenya   | fingolimod    | Novartis          | oraal                  | dagelijks |
| Lemtrada  | alemtuzumab   | Genzyme           | intraveneus via infuus | Eerste behandelperiode: 5 giften in 5 dagen aaneengesloten; twaalf maanden later de tweede behandelperiode: 3 giften in 3 dagen aaneengesloten; eventueel kan de arts besluiten om bij blijvende MS-activiteit nog een derde kuur van 3 dagen aaneengesloten toe te dienen. |
| Mavenclad | cladribine    | Merck Europe B.V. | oraal                  | Eerste jaar: 5 dagen eenmaal daags, maand medicijn vrij, dan opnieuw 5 dagen eenmaal daags; tweede jaar: herhaling van het schema van het eerste jaar; In jaar 3 en 4 geen behandeling nodig.                                                                               |
| Ocrevus   | ocrelizumab   |                   | intraveneus via infuus | Eerste maal: 1 gift, 2 weken pauze, tweede gift Daarna: ieder halfjaar gift |

Patiënten met relapsing-remitting die de eerstelijnsmedicatie slecht verdragen of een agressief ziektebeloop ervaren, kunnen de keus krijgen voor tweedelijns immunosuppressiva. De medicijnen in de tweede lijn hebben een sterkere werking, maar ook de bijwerkingen worden vaak heviger ervaren. Zowel bij een van de eerstelijnsmedicijnen (Tecfidera) als bij tweedelijnsmedicijnen (Tysabri, Lemtrada) is bekend dat de medicijnen in zeldzame gevallen kunnen leiden tot een hersenontsteking veroorzaakt door het JC-virus, progressieve multifocale leukencefalopathie of PML genaamd.
In het geval van de diagnose CIS worden in 2021 enkel Avonex, Betaferon of Rebif voorgeschreven. Voor het beïnvloeden van de progressieve variant van MS waren tot 2018 geen medicijnen; sinds 1 maart 2018 is het middel Ocrevus (ocrelizumab) in Nederland beschikbaar en wordt deze ingezet voor heel actieve RR-MS, maar ook voor behandeling in een vroeg stadium van de primair progressieve MS variant (PP-MS). Sinds 2020 is Mayzent (siponimod) beschikbaar gekomen voor de behandeling van mensen waarvan de MS is overgegaan van de Relapsing-Remitting naar de Secundair-Progressieve fase (SP-MS).

### Stamceltransplantatie
Rond het jaar 2000 werd er onderzoek gedaan naar autologe stamceltransplantatie als behandelvorm bij MS.
Vanwege de grote risico's bij de procedure werd het twee Nederlandse klinieken in 2007 verboden om deze therapie uit te voeren, en lange tijd is er in Nederland vanuit de reguliere zorg veel weerstand geweest tegen deze therapievorm. Internationaal worden indrukwekkende resultaten behaald en mensen zamelen geld in voor de therapie in bijvoorbeeld Moskou, India, Mexico en Stockholm. In 2016 kwam in Nederland de volledig rolstoelafhankelijke Boaz Spermon in het nieuws met een inzamelingsactie: na aandacht in RTL Late Night werd hij gevolgd door de media tijdens zijn tocht naar en behandeling in Zweden, waar hij na de behandeling met lichte ondersteuning kon lopen. Samen met de MS Vereniging Nederland zette hij Stichting 'Op de been' op, die zich inzet voor erkenning en vergoeding van deze behandeling in Nederland. De Nederlandse Vereniging voor Neurologie formuleerde in 2016 een standpunt over de aHSCT behandeling, dat in november 2019 is bijgesteld nadat werd aangekondigd dat in het Amsterdam UMC gestart zal worden met een kleinschalige studie naar het effect van stamceltherapie op MS bij 10 mensen in Nederland.
In België worden sinds 2017 onder strikte voorwaarden patiënten behandeld met de specifieke stamceltransplantatie.

### Behandeling van exacerbaties
Bij de behandeling van exacerbaties (ook wel een schub, terugval of aanval genoemd) hebben corticosteroïden een belangrijke plaats. Het toedienen van methylprednisolon (500 mg of 1000 mg per dag intraveneus, gedurende drie of vijf dagen) kan afhankelijk van de symptomen bij de exacerbatie een positief effect hebben. De exacerbatie herstelt sneller, terwijl de bijwerkingen van de behandeling vrij gering zijn bij deze slechts enkele dagen durende behandeling. Overigens is het niet noodzakelijk om iedere exacerbatie op deze manier te behandelen; het is vaak aan te raden om enkele dagen aan te zien of er snel een spontane remissie optreedt.

### Behandeling van klachten
- Spasticiteit → oefentherapie, medicijnen (Baclofen (eventueel intrathecaal toegediend), tizanidine, dantroleen), neurochirurgische interventie, medicinale cannabis.
- Mictieproblemen → spasmolytica, parasympathicomimeticum, intermitterende katheterisatie, suprapubische blaaskatheter, urineweginfectiebehandeling.
- Erectieproblemen → lokale papaverine-injecties, sildenafil, erectieprothese.
- Moeheid → amantadine, modafinil.
- Tremor → bètablokkers, carbamazepine of primidon.
- Loopproblemen → fampyra (4-aminopyridine).

Veel MS-patiënten zijn thermosensitief: ze merken dat hun klachten duidelijk toenemen bij warm weer; dit is bekend als het Fenomeen van Uhthoff. Er bestaan verschillende typen koelkleding die bij deze patiënten de symptomen enigszins kunnen verlichten volgens onderzoeken.

### Aanvullende therapieën
Bij bepaalde klachten kunnen behandeling, training en verschaffing van hulpmiddelen door bijvoorbeeld revalidatiearts, logopedist, fysiotherapeut, uroloog of ergotherapeut belangrijk zijn.

### CCSVI-behandeling
Volgens onderzoek van de Italiaanse vaatchirurg Paolo Zamboni is MS mogelijk geen chronische ziekte aan het centrale zenuwstelsel, maar een ziekte aan het vaatstelsel, die hij chronische cerebro-spinale veneuze insufficiëntie (CCSVI) heeft genoemd. Na een chirurgische ingreep zou 73% van de behandelde MS patiënten een verbetering vertonen. Zamboni vond ook een mogelijke complexe vasculaire samenhang en maakte ook melding van het samengaan van CCSVI met multiple sclerose. Diverse neurologen hebben Zamboni's hypothesen bekritiseerd: men wijst er op, dat een eventuele correlatie geen oorzakelijk verband aantoont. In 2010 zijn onderzoeksgroepen opgericht om Zamboni's hypotheses te testen. Er zijn twee gecontroleerde klinische onderzoeken naar de behandeling van CCSVI uitgevoerd in 2017 en 2018, maar deze kunnen geen verband aantonen tussen vernauwde vaten en de aandoening, en een dotter-behandeling zou geen effect hebben op de MS.

## Naamgeving
De officiële spelling volgens de Woordenlijst Nederlandse Taal luidt multiple sclerose. Deze spelling is de meest gangbare spelling, maar wijkt af van de schrijfwijze multipele sclerose in Pinkhof Geneeskundig woordenboek en Coëlho - Zakwoordenboek der Geneeskunde. Het eerste deel van de naam multiple sclerose is afgeleid van het Latijnse multiplex, meervoudig. Het tweede deel is afkomstig van het middeleeuws-Latijnse sclerosis, afgeleid van het Griekse σκλήρωσις sklérōsis, verharding.